# Panpanya
 (mai 2021).
La mise en forme du texte ne suit pas les recommandations de Wikipédia : il faut le « wikifier ».
Les points d'amélioration suivants sont les cas les plus fréquents. Le détail des points à revoir est peut-être précisé sur la page de discussion.
- Les titres sont pré-formatés par le logiciel. Ils ne sont ni en capitales, ni en gras.
- Le texte ne doit pas être écrit en capitales (les noms de famille non plus), ni en gras, ni en italique, ni en « petit »…
- Le gras n'est utilisé que pour surligner le titre de l'article dans l'introduction, une seule fois.
- L'italique est rarement utilisé : mots en langue étrangère, titres d'œuvres, noms de bateaux, etc.
- Les citations ne sont pas en italique mais en corps de texte normal. Elles sont entourées par des guillemets français : « et ».
- Les listes à puces sont à éviter, des paragraphes rédigés étant largement préférés. Les tableaux sont à réserver à la présentation de données structurées (résultats, etc.).
- Les appels de note de bas de page (petits chiffres en exposant, introduits par l'outil «  Source ») sont à placer entre la fin de phrase et le point final[comme ça].
- Les liens internes (vers d'autres articles de Wikipédia) sont à choisir avec parcimonie. Créez des liens vers des articles approfondissant le sujet. Les termes génériques sans rapport avec le sujet sont à éviter, ainsi que les répétitions de liens vers un même terme.
- Les liens externes sont à placer uniquement dans une section « Liens externes », à la fin de l'article. Ces liens sont à choisir avec parcimonie suivant les règles définies. Si un lien sert de source à l'article, son insertion dans le texte est à faire par les notes de bas de page.
- La présentation des références doit suivre les conventions bibliographiques. Il est recommandé d'utiliser les modèles {{Ouvrage}}, {{Chapitre}}, {{Article}}, {{Lien web}} et/ou {{Bibliographie}}. Le mode d'édition visuel peut mettre en forme automatiquement les références.
- Insérer une infobox (cadre d'informations à droite) n'est pas obligatoire pour parachever la mise en page.

Pour une aide détaillée, merci de consulter Aide:Wikification.
Si vous pensez que ces points ont été résolus, vous pouvez retirer ce bandeau et améliorer la mise en forme d'un autre article.
panpanya (パンパンヤ) (nom réel, date de naissance et sexe non divulgués) est un artiste de manga japonais actif depuis la fin des années 2000, qui a fait ses débuts dans un magazine commercial en 2013 avec le livre "Ashizuri Aquarium" (Ashizuri Suizokukan). Depuis, un recueil de ses nouvelles a été publié par Hakusensha au rythme d'environ un livre par an. Ses œuvres se caractérisent par des images méticuleusement dessinées et une vision du monde qui mêle réalité et fantaisie.

## Style
Ses œuvres se présentent essentiellement sous la forme de nouvelles, mais certaines de ses œuvres récentes sont des séries.
Ses dessins sont souvent caractérisés par « un arrière-plan élaboré » et « des personnages grossièrement dessinés au crayon ». En revanche, l'artiste ne s'attache pas particulièrement à dessiner dans le détail, mais dessine en fonction de la nécessité de la scène.
Les personnages sont souvent réutilisés dans ses œuvres, et le personnage principal est toujours une fille sans nom avec les mêmes caractéristiques visuelles. Le cadre des autres personnages diffère d'une œuvre à l'autre, mais ils n'ont tous pas de nom. Le seul personnage récurrent avec un nom est un « chien » qui apparaît fréquemment en tant que personnage secondaire, portant le nom de « Leonardo ». Mais pour chaque œuvre, il se trouve dans un cadre différent, par exemple comme un chien errant, comme chien de quelqu'un, ou comme le partenaire du protagoniste qui marche sur deux pattes et parle.
Son style est souvent décrit comme « un rêve que l'on voit juste avant de s'endormir. », ou comme « une combinaison de surréalisme et de manga japonais », avec des éléments de littérature fantastique. En raison de son style, il est souvent souligné qu'il est influencé par les bandes dessinées Garo telles que Yoshiharu Tsuge, mais il dit qu'aucun manga ne l'a particulièrement influencé.

## Histoire
À la fin des années 2000, il commença à publier ses propres illustrations sur son site web et sur Pixiv. En octobre 2008, lors d'une exposition solo, il publia son premier livre autoédité, "Shojo Nancy", composé principalement de ses illustrations (édition limitée à 15 exemplaires).
En mai 2009, à l'invitation d'un ami, il a participé au COMITIA pour la première fois en tant que membre du cercle de doujin "SF Kenkyukai" (littéralement Groupe d'étude SF). À cette époque, il publie sa première œuvre manga "New World" (incluse plus tard dans le livre "Ashizuri Aquarium") dans l'anthologie de bande dessinée "Ore n'kuwr" produite et vendue par le même cercle. Il publia plusieurs œuvres manga dans des anthologies sous le nom du même cercle jusqu'à ce que celui-ci disparaisse spontanément. Plus tard, il commença à participer au COMITIA en tant qu'individu, et en a fait la base de ses activités de création de doujin.
En mars 2013, son manga est apparu dans l'édition web de la bande dessinée d'anthologie "Rakuen Le Paradis" (qui signifie littéralement "Paradis le Paradis") publiée par Hakusensha. Depuis lors, il est devenu une rubrique régulière du magazine. Le 31 août de la même année, il fait ses débuts commerciaux avec la publication de "Ashizuri Aquarium", une collection d'œuvres qu'il avait déjà publiées dans des doujin.
En 2014, Ashizuri Aquarium s'est classé 14e au classement "Kono Manga ga sugoi!" dans la section "Homme" (c'est alors la première fois dans l'histoire dudit classement qu'un livre traité uniquement par certaines librairies était classé). Il a également été nommé pour le Grand Prix du Manga la même année. En avril 2014, il publia un recueil de nouvelles intitulé "Kani ni Sasowarete" ("An Invitation from a Crab") chez Hakusensha (depuis lors, tous ses livres sont publiés par cette maison d'édition), et en novembre, il organisa avec Imiri Sakabashira une exposition conjointe intitulée "Aquarium" au Nakano Taco Che, une librairie à Tokyo.
Actuellement, ses mangas sont régulièrement publiés dans le magazine "Rakuen Le Paradis" et sur le web, et sont publiés sous forme de livre par Hakusensha au rythme d'environ une fois par an. Il continue également à participer au COMITIA.

## Œuvres

### Livres
1. Ashizuri Aquarium (Ashizuri Suizokukan) (31 août 2013, janvier et juillet)  (ISBN 978-4907259020)
  - Ashizuri Suizokukan / Kanzen shōten machi / Sugoroku / Atarashii Sekai / Innocent World / 2012-Nen 4 tsuki 17-nichi no yume / Ashizuri Suizokukan / Meido / Sputnik / Mudai / Machine Jidai Doubutsu-tachi / Ashizuri suizokukan / Kimi no Sakana / Endingutēma
2. An Invitation from a Crab (Kani ni Sasowarete) (30 avril 2014, Hakusensha)  (ISBN 978-4592710684)
  - Kani ni Sasowarete / Wakaranakatta Omoide / Sakana no Hanashi / Innovation / Jigoku / Pineapple wo Gozonji Nai / Ike ga Arawareta Hanashi / Hohonoho / Ousanshouuo Jiken / Decoy / Kimi / Takuan Dream / 2014-nen 1-gatsu 31-nichi no Yume / Kai / Fuon na Hi / Nabe / The Perfect Sunday / Keisanki no Kokoro
3. Pillow fish (Makura Sakana) (2 mai 2015, Hakusensha)  (ISBN 978-4592710844)
  - Newtown / Hanchū / East side line / Bihin / Kioku dake ga machi ① / Ame no hi / My lost sock / Chika angya / 2014-Nen 8 tsuki 18-nichi no yume / Tachi-kata / Shirōto to umi / Nyūfisshu / Purezento / Gomi no yobikata / Hoshiwomiru / Shimatsu / Shinsetsu rāmen / Unmei / On no yukue / Gairoju no ato saki / Kioku dake ga machi ② / Makura sakana
4. Animals (Doubutsu-tachi) (5 décembre 2016, Hakusensha)  (ISBN 978-4592711094)
  - Zannen Datta Koto / Tsuitenai Hi no Sugoshikata / Asaborake / Hikkoshi-saki Sagashi / Hikkoshi no Hi / Hikkoshita Yoru / Hikkoshi-saki no Rule / Hikkoshi no Kanousei / 100-nengo no Nichijou "Ie" / "Rakuen" Goshoukai Manga / Toshikoshi to Hon / Mami / Mujina / Jidan no Tebiki / Shudan / Shoujikimono no Kasa / Grasshopper Adventure
5. The Second Goldfish (Nihikime no Kingyo) (31 janvier 2018, Hakusensha)  (ISBN 978-4592711292)
  - Melody / Seigyo ni Kansuru Kousatsu / Kakurenbo no Kokoroe / Myouri / Kisetsu no Sugoshikata / Tsuugakuro no Tashinami / Hikigane / Komonoire no Sekai / Katsuida Engi / Kotoshi wo Furikaette / Chie / Kaihatsu / Haruka na Tegami / Kyoka / Haru no Michibiki / Shingi / Simple Animal / Nihikime no Kingyo / Umi no Tojikata
6. Guyabano Holiday (31 janvier 2019, Hakusensha)  (ISBN 978-4592711469)
  - Ie wo Tateru / Shukudai no Mechanism / Gakushuu Kotatsu / Kanzume no Tsukurikata / Inchiki Nikkijutsu / Guyabano Holiday Sono ① / Guyabano Holiday Sono ② / Guyabano Holiday Sono ③ / Guyabano Holiday Koborebanashi ① / Guyabano Holiday Koborebanashi ② / Guyabano Holiday Sono ④ / Guyabano Holiday Koborebanashi ③ / Guyabano Holiday Sono ⑤ / Hikaku Hato-gaku Nyuumon / Guuzen no Kehai / Shiranai Natsu / Kyoka 2 / Suizokukan nite / Fugou / Itsumo no Tokoro de Machiawase / Imozuru Wonderland
7. Omusubi no korogaru machi (31 mars 2020, Hakusensha)  (ISBN 978-4592711650)
  - Tsuchinoko hakken seri / Tsukubasan kankō fuan'nai ① tabi no hajimari / Tsukubasan kankō fuan'nai ② yama nobori / Tsukubasan kankō fuan'nai ③ sanchō nite / Tsukubasan kankō fuan'nai ④ yama no himitsu / Tsukubasan kankō fuan'nai ⑤ sorekara / Soko ni saka ga arukara / Rutsubo / Gairoju no sekai / Bōyō / Kasutera-fū-mushi kēki monogatari / Dōbutsu nyūmon / Atarashī tochi / Kakū no tsūgaku-ji ni tsuite / Omusubi no korogaru machi

### Auto-publications
1. Shojo Nancy (30 octobre 2008) - Vendue lors de son exposition solo. Edition limitée à 15 exemplaires.
2. Voyage (25 juin 2009) - Comprend "Sugoroku" et "Mudai" (littéralement "Sans titre").
3. ASOVACE (5 mai 2011) - Le livre parent de la version grand public de "Ashizuri Aquarium".
  - Chika angya / Sugo ro ku / Atarashī sekai / Meido / Mudai / Machine Jidai Doubutsu-tachi / A day for 50 / Innocent World / Kimi no sakana / Yorinuki shōjo nanshī

#### Histoire en un chapitre et récit de voyage
1. Ashizuri Aquarium (2010, dans le livre du même nom)
2. Kanzen shōten machi (5 mai 2011, aussi dans le livre "Ashizuri Aquarium")
3. TELEPORTATION (21 août 2011, non inclus dans le livre)
4. innovation (5 février 2012, dans le livre "An Invitation from a Crab")
5. Hohonoho (5 mai 2012, dans le livre "An Invitation from a Crab")
6. Kioku / keshiki (2 septembre 2012, dans le livre "Makura Sakana", "Kioku dake ga machi")
7. east side line (18 novembre 2012, dans le livre "Makura Sakana")
8. THE PERFECT SUNDAY (3 février 2013, dans le livre "An Invitation from a Crab")
9. Ousanshouuo Jiken (5 mai 2013, dans le livre "An Invitation from a Crab")
10. New Fish (20 octobre 2013, dans le livre "Makura Sakana")
11. Parrot (2 février 2014, non inclus dans le livre)
12. Dust Script (31 août 2014, non inclus dans le livre)
13. Kandzume no tsukurikata (5 mai 2015, dans le livre "Guayabano Holiday")
14. Mami (15 novembre 2015, inclus dans le livre "Animaux")
15. Saihen hokkaidōryokō nikki (23 octobre 2016 ; non inclus dans le livre)

#### Participation à un cercle
1. Groupe d'étude SF Ore n'kuwr (5 mai 2009)
  - Comprend "Atarashī sekai" (inclus dans le livre "Ashizuri Aquarium")
2. Groupe d'étude SF Ikiru (23 août 2009)
  - Comprend "a day for 50" (non inclus dans le livre)
3. Groupe d'étude SF Kōatsu denryū (15 novembre 2009)
  - Comprend le "Chika angya" (inclus dans le livre "Makura Sakana")
4. Groupe d'étude SF Utsu BEAT (14 février 2010)
  - Inclus dans "Innocent World" (inclus dans le livre "Ashizuri Aquarium")
5. Groupe d'étude SF Jet Black (4 mai 2010)
  - Inclus dans "Meido" (inclus dans le livre "Ashizuri Aquarium")
6. Groupe d'étude SF SF kenkyūkai kessaku-sen jukai (4 mai 2010)
  - Comprend "Atarashī sekai" ("New World") (inclus dans le livre "Ashizuri Aquarium")
7. Groupe d'étude SF Nanafushi (29 août, 2010)
  - Inclut "Kimi no sakana" (inclus dans le livre "Ashizuri Aquarium")
8. Groupe d'étude SF Bonobo no reipu (14 novembre 2010)
  - Inclut "Machine Jidai Doubutsu-tachi" (inclus dans le livre "Ashizuri Aquarium")
9. 0-Chōme Sūgaku (5 mai 2014)
  - Comprend "CARDGAME" (non inclus dans le livre)
10. Ryōshiki-ha (ja) kōhai-chan-tachi ni kite miyou (12 février 2017)

### Illustration fournie
- Diamond no senshi (18 novembre 2012)
  - Douujinshi de Sato. A fourni l'illustration de la couverture.
- Boku-ra wa min'na spacey (9 mars 2016, TNZWR-001)
  - L'album de Tomofumi Tanizawa (ja). Chargé des illustrations.
- Boku-ra wa min'na aliens (11 novembre 2017, TNZWR-002)
  - L'album de Tomofumi Tanizawa (ja). Chargé des illustrations.